# Bronislav Hofman
Bronislav Hofman (* 12. února 1933 Velké Poříčí - 28. října 2019) byl český fotograf.

## Život
Narodil se 12. února 1933 jako syn Josefa Hofmana, spolumajitele textilní továrny na barvení plátna v Hronově. I jeho dědeček byl textilní tiskař a barvíř. Fotografování se věnoval již v dětství. Přirozené a živé snímky se mu podařily již v jeho čtrnácti letech při zachycení návštěvy ministra zahraničí Jana Masaryka v Hronově, přesto navázal na rodinnou tradici a vystudoval průmyslovou školu chemicko-textilní ve Dvoře Králové. V rodinné barevně získal i svou první praxi. Po škole nastoupil do textilní továrny Tiba Josefův Důl u Mladé Boleslavi, kde pracoval jako provozní chemik i jako vedoucí směny. V roce 1962 se stal podnikovým fotografem propagačního oddělení textilního podniku Tepna Náchod. Roku 1991 se stal nezávislým profesionálním fotografem.
Hlavními žánry jeho tvorby je dokument, portrét a krajina. Výtvarný pohled nechyběl ani v jeho reklamních fotografiích. Od 60. let 20. století často spolupracoval s periodiky (např. Mladý svět, Náš čas, Rodným krajem).

## Výstavy (výběr)
- 1963 Plastiky Josefa Marka a fotografie Bronislava Hofmana. Opočno
- 1991 Bronislav Hofman: Fotografie, Galerie výtvarného umění Náchod
- 2002 Objektivem Bronislava Hofmana – Hronovské divadlo 1990–2002, Výstavní síň Jiráskova divadla, Hronov

Účast v dalších výstavách, například Náchodský výtvarný podzim.

## Publikace
- Náchod. Text Jaroslav Suchý. Fotografie Bronislav Hofman a Jan Raba. Hradec Králové, Kruh 1976. 204 s.
- Městské divadlo Náchod. Text Oldřich Šafář, fotografie Bronislav Hofman a archiv. Náchod, NKS 1978. 23 s.
- Radnice v Náchodě. Text Oldřich Šafář, fotografie Bronislav Hofman. Náchod, MNV 1981. 23 s.
- ŠKVORECKÝ, Josef. Náchod, to krásné město Kostelec. Nové Město nad Metují: Náchod : Městský úřad, Společnost Josefa Škvoreckého, 1994. 119 s. ISBN 80-85274-30-2.